# 達爾馬提亞 (羅馬行省)
达尔马提亚（拉丁語：Dalmatia）是罗马帝国的一个行省，名称来源于居住于亚得里亚海东海岸中部的同名伊利里亚人部落。其范围涵盖了今日的阿尔巴尼亚北部、克罗地亚大部、波斯尼亚和黑塞哥维那、蒙特內哥羅、科索沃以及塞尔维亚，较现在克罗地亚的達爾馬提亞地区大很多。该区域最初叫做“伊利里亚”（希腊语）或“伊利里库姆”（拉丁语）。是伊利里库姆拆分后的两个行省之一，另一个是潘诺尼亚。

## 征服
希腊人将亚得里亚海沿岸沿狄那里克阿尔卑斯山脉向内陆延伸的区域称作“伊利里亚”。罗马人最初也这样称谓，后改为“伊利里库姆”。在前229年、前219至218年及前168年，罗马与地区南部的阿尔迪安王国爆发了三次伊利里亚战争，最终于公元前168年将其消灭，拆分为三个共和国。此地区遂纳入到罗马的保护之下。因中部及北部地区的海盗袭击意大利东北部，屋大维（后成为奥古斯都）于前35至33年间在此进行了一系列行动。该地可能于前27年成为罗马的一个元老院行省——伊利里库姆行省。但因公元前16至10年间北部并不安定，而改为元首行省。伊利里库姆的行政组织建立于奥古斯都在位时期及提贝里乌斯统治早期。

## 建立
随着罗马征服了潘诺尼亚更多的内陆领土（多瑙河中段），沿海地区改称为“达尔马提亚”。伊利里库姆则由潘诺尼亚及达尔马提亚组成一事最早于公元9年由维莱伊乌斯·帕特尔库鲁斯提及。公元6至9年间，此地曾发生大规模叛乱，维莱伊乌斯为达尔马提亚军事指挥官。
伊利里库姆行省最终被撤销，取而代之的是两个更小的省份：达尔马提亚与潘诺尼亚，但是具体时间并不明确。沙舍尔-科斯认为应当为韦斯巴芗统治时期。

## 行政变革

公元4世纪的达尔马提亚

戴克里先及君士坦丁的行政改革对帝国行省进行了细分，达尔马提亚为潘诺尼亚管区的七个省份之一。公元337年君士坦丁大帝死后，罗马帝国被其子瓜分，帝国分为了三个大区，分别是高卢、意大利、阿非利加与伊利里亚以及东方。潘诺尼亚地区起初属于意大利、阿非利加与伊利里亚大区。可能于347年，君士坦斯一世将马其顿管区、达契亚管区以及潘诺尼亚地区从中划出，成为伊利里亚大区，亦有可能是343年君士坦斯向意大利指派地方官员时成立的该大区。

## 罗马化
德国历史学家特奥多尔·蒙森在其著作中写道，达尔马提亚沿海及其岛屿至4世纪被完全罗马化并通行拉丁语。克罗地亚历史学家亚历山大·斯蒂普切维奇则叙述道，对该时期考古资料的分析表明，罗马化过程是相当有选择性的。尽管沿海和内陆的城市中心几乎完全罗马化，农村状况却截然不同。他们继续使用母语，崇拜原本的神灵，遵循传统，并沿用原本的的部落组织。

## 终结

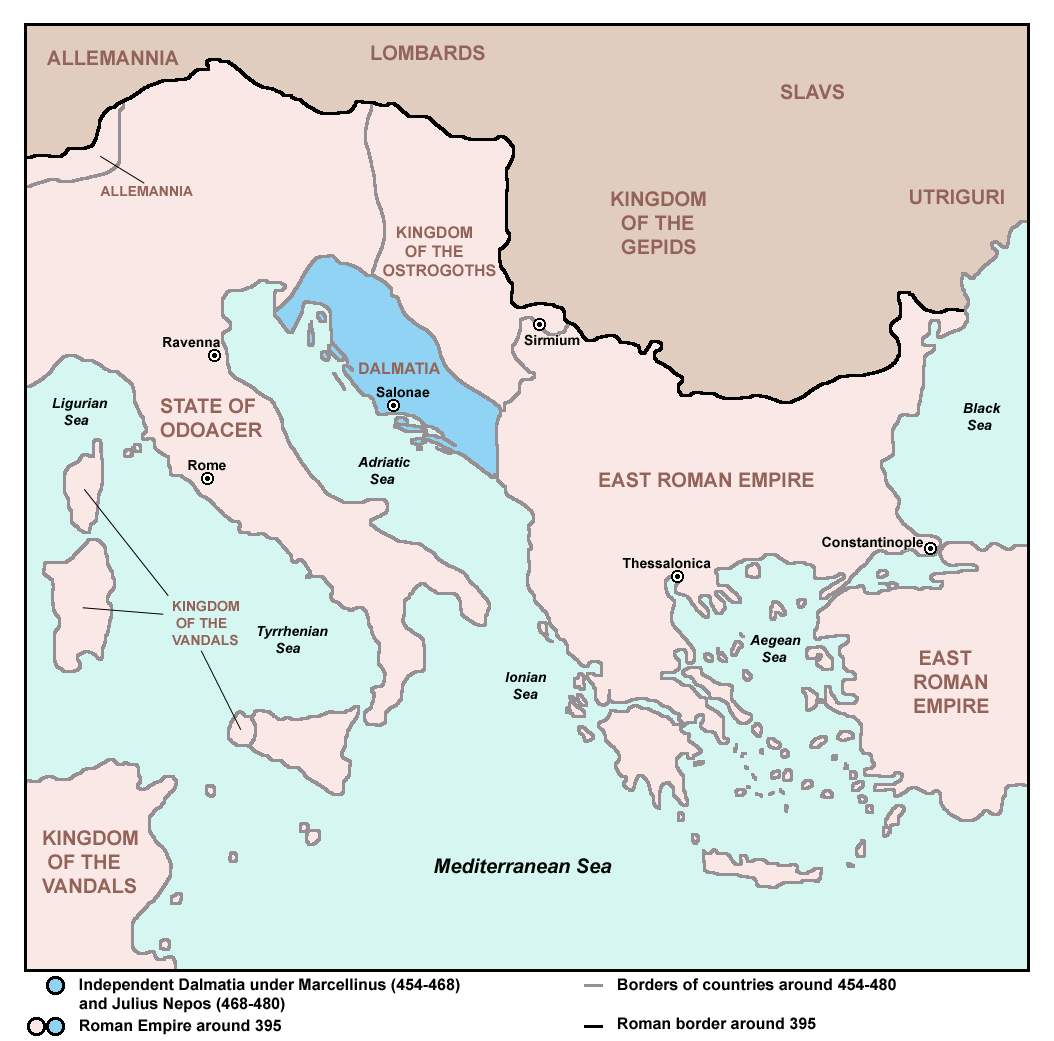
馬西利努斯及尼波斯治理时的达尔马提亚

454年，达尔马提亚的一位军事指挥官馬西利努斯反叛西部皇帝瓦伦丁尼安三世，控制了达尔马提亚并自行管理此地，直至468年去世。尼波斯此后成为达尔马提亚统治者，尽管他和东部皇帝利奥一世有亲缘关系，但此地归属于西罗马帝国。而达尔马提亚也一直保持着自治。474年，利奥一世为便于废黜篡位的格利凯里乌斯，任命尼波斯为西部皇帝。尼波斯率军进入意大利，迫使格利凯里乌斯退位，但不久之后，欧瑞斯特将其推翻，任命自己的儿子罗慕路斯·奥古斯都为皇帝，尼波斯逃回达尔马提亚。476年，奧多亞塞废黜了罗慕路斯·奥古斯都并自任意大利国王。尼波斯则继续管理达尔马提亚，直至480年被暗杀。此后一位军事指挥官Ovidia治理了几个月。然而，奥多亚塞以尼波斯被杀为由进军达尔马提亚，击败Ovidia后将达尔马提亚并入意大利。488年，东部新皇帝芝诺派遣东哥特国王狄奧多里克大帝进攻意大利。狄奧多里克经过四年的战争，击败奥多塞亚，在意大利定居并建立了東哥德王國，此后，达尔马提亚及潘诺尼亚其他地区都归于其管辖。

### 脚注
1. ↑  Livy, The History of Rome, 45.26.11-15
2. ↑  Appian, The Foreign Wars, The Illyrian Wars, 10.18-27
3. ↑  Cassius Dio, Roman History, 48.11,, 49.37-38
4. ↑  Cassius Dio, Roman History, 54. 24.3, 28.1-2 31.2-3, 36.2 3, 55.2.4
5. ↑  Velleius Paterculus, Compendium of Roman History, 2.96.2‑3
6. ↑  Pliny the Elder, Natural History, 2.25-26, 28
7. ↑  Velleius Paterculus, Compendium of Roman History, 2.116.3
8. ↑  Cassius Dio, Roman History, 55.29-32. 34.4
9. ↑  Šašel-Kos, Pannonia or Lower Illyricum? Tyche Beitrage zur Alten Geschichte, Paryrologie und Epigraphik, Band 25.2010, pp. 123-130
10. ↑  Barnes, Constantine: Dynastyr, Religion and Power in the Later Roman Empire, p. 160, 2011
11. ↑  Theodor Mommsen; William Purdie Dickson; Francis Haverfield. . Gorgias Press LLC. 1886: 203–  [2019-01-25]. ISBN 978-1-59333-025-5. （原始内容存档于2014-07-07）.
12. ↑  A. Stipčević, Iliri, Školska knjiga Zagreb, 1974, page 70
13. ↑  Damascius,  Epitome Photiana, 91, fragments 158
14. ↑  Bury, J. B., History of the Later Roman Empire, p. 408.
15. ↑  Burns, T., (1984). A History of the Ostrogoths (1984), p. 44

### 书籍
- Appian, the Foreign Wars, The Illyrian wars,   Book 10, The Illyirian Wars; Loeb Classical Library, Vol II, Books 8.2-12, Harvard University Press, 1912; ISBN 978-0674990043  （页面存档备份，存于）
- Barnes, T., The New Empire of Diocletian and Constantine, Harvard University Press, 1982; ISBN 978-0674280663
- Barnes, T., Constantine: Dynasty, Religion and Power in the Later Roman Empire (Blackwell Ancient Lives), Wiley-Blackwell, reprint edition, 2013; ISBN 978-1118782750
- Cassius Dio, Roman History, Vol 6, Books 51-65 (Loeb Classical Library), Loeb, 1989; ISBN 978-0674990920
- MacGeorge, P., Late Roman Warlords. Oxford University Press, 2002; ISBN 0-19-925244-0.
- Gračanin, Hrvoje. . Povijesni prilozi. 2015, 49: 9–80  [2019-01-25]. （原始内容存档于2019-12-19）.
- Gračanin, Hrvoje. . Povijesni prilozi. 2016, 50: 191–198  [2019-01-25]. （原始内容存档于2019-12-19）.
- Notitia Dignitarum, BiblioLife, 2009; ISBN 978-1113370082
- Papazoglu, Fanula. . Amsterdam: Hakkert. 1978  [2019-01-25]. （原始内容存档于2021-04-11）.
- Wozniak, Frank E. . Historia: Zeitschrift für Alte Geschichte. 1981, 30 (3): 351–382  [2019-01-25]. （原始内容存档于2019-06-08）.